# A-Sides
A-Sides is een compilatiealbum van de Amerikaanse rockband Soundgarden. Het album verscheen op 4 november 1997 op platenlabel A&M Records, vlak nadat bekend werd dat de band uit elkaar was. Het album biedt een overzicht van nummers uit hun dertienjarige bestaan tussen 1984 en 1997. Bijna alle nummers op het album zijn singles, hierom ook de titel A-Sides (A-kanten). De nummers "Bleed Together" en "Nothing To Say" verschenen echter oorspronkelijk als B-kanten.

## Tracks
1. "Nothing to Say" (Chris Cornell, Kim Thayil) – 3:56
  - Oorspronkelijk op Screaming Life.
2. "Flower" (Cornell, Thayil) – 3:25
  - Oorspronkelijk op Ultramega OK.
3. "Loud Love" (Cornell) – 4:57
  - Oorspronkelijk op Louder Than Love.
4. "Hands All Over" (Cornell, Thayil) – 6:00
  - Oorspronkelijk op Louder Than Love.
5. "Get on the Snake" (Cornell, Thayil) – 3:44
  - Oorspronkelijk op Louder Than Love.
6. "Jesus Christ Pose" (Matt Cameron, Cornell, Ben Shepherd, Thayil) – 5:51
  - Oorspronkelijk op Badmotorfinger.
7. "Outshined" (Cornell) – 5:11
  - Oorspronkelijk op Badmotorfinger.
8. "Rusty Cage" (Cornell) – 4:26
  - Oorspronkelijk op Badmotorfinger.
9. "Spoonman" (Cornell) – 4:06
  - Oorspronkelijk op Superunknown.
10. "The Day I Tried to Live" (Cornell) – 5:19
  - Oorspronkelijk op Superunknown.
11. "Black Hole Sun" (Cornell) – 5:18
  - Oorspronkelijk op Superunknown.
12. "Fell on Black Days" (Cornell) – 4:42
  - Oorspronkelijk op Superunknown.
13. "Pretty Noose" (Cornell) – 4:12
  - Oorspronkelijk op Down on the Upside.
14. "Burden in My Hand" (Cornell) – 4:50
  - Oorspronkelijk op Down on the Upside.
15. "Blow Up the Outside World" (Cornell) – 5:46
  - Oorspronkelijk op Down on the Upside.
16. "Ty Cobb" (Cornell, Shepherd) – 3:05
  - Oorspronkelijk op Down on the Upside.
17. "Bleed Together" (Cornell) – 3:54
  - Oorspronkelijk op de "Burden in My Hand"-single.

## Bezetting
- Matt Cameron - drums
- Chris Cornell - zang, gitaar
- Ben Shepherd - basgitaar op tracks 6 t/m 17
- Kim Thayil - gitaar
- Hiro Yamamoto - basgitaar op tracks 1 t/m 5